# Guarani Esporte Clube (Minas Gerais)
Guarani Esporte Clube, conhecido como Guarani de Divinópolis, é uma agremiação esportiva com sede na cidade de Divinópolis, no estado de Minas Gerais. É um dos times mais tradicionais da região do Oeste de Minas, e de todo o estado.

## História

### Fundação
| “ | Surgiu como numa brincadeira de criança                 | ” |
|   | — Davi Raposo, jornalista e historiador divinopolitano. |   |

O Guarani foi fundado em 20 de setembro de 1930. José de Oliveira reuniu os amigos para a formação de um time de futebol. A partir dessa ideia, a "brincadeira" começou a se tornar séria e foi fundado o Guarani.
Os primeiros anos do time foram marcados pela rivalidade com o Ferroviário Atlético Clube, clube dos funcionários da Rede Ferroviária Estadual, hoje FCA, que foi o setor mais forte da indústria divinopolitana no período.
Em 1936, com o surgimento da Liga Municipal de Desportos de Divinópolis, LMDD, o Guarani se inscreveu no Campeonato da Cidade, mandando seus jogos em um campo onde hoje se encontra a sede da Copasa, entre os bairros Bela Vista e Esplanada. A partir daí, o Bugre consolidou seu nome na cidade e em toda a região.

### Década de 1950
Em 1954, foi inaugurada a iluminação do Farião.
| “ | Foi pra fazer frente à torcida do Ferroviário           | ” |
|   | — Davi Raposo, jornalista e historiador divinopolitano. |   |

Na ocasião, essa reforma do estádio foi inaugurada em uma partida amistosa entre Guarani e Botafogo. Um novo e desconhecido jogador que viria a ser um dos maiores jogadores da história do Brasil pisou no Farião nesse dia: Garrincha.

### Década de 1960
Em 1961, o Guarani foi vice-campeão mineiro, perdendo o título para o Cruzeiro nas últimas duas rodadas do torneio que era disputado no sistema de pontos corridos. Era a melhor campanha do clube até então, o que fortaleceu ainda mais a paixão do divinopolitano pelo Bravo Bugre.
Em 1964, o Guarani conquistou o título do Torneio Início. Após empate por 0 a 0 no tempo normal, o Bugre venceu o Atlético Mineiro por 2 a 1 na disputa de penalidades. Na ocasião, o Guarani era escalado da seguinte forma: Pedro Bala, Torres, Faria, Mirim, Luizinho, Gonçalves, Panhoto, Jaime, Sinval (Celmo), Ticrim, Edinho. Técnico: Mário Celso (Marão).

### Década de 1970
Em 1976, após idas e vindas entre o amadorismo e o profissionalismo, o Guarani se tornou um time profissional de forma definitiva.
Em 1979, o atacante Fernando Roberto foi o artilheiro do Campeonato Mineiro, marcando 16 gols e ficando à frente de muitos grandes jogadores na época dos clubes da capital.

### Década de 1980
Em 1981, conquistou seu melhor desempenho em competições nacionais, terminando a Taça de Bronze, atual Série C brasileira na 4ª posição.

### Década de 1990
Em 1994, o Guarani conquistou o título da Segunda Divisão 1994. No time capitaneado por Brandãozinho, diversos nomes entraram para a galeria de ídolos do clube, como Assis, Hgamenon, Renato Paulista, Tarcísio, Adilson (Xuxa,Coca-cola) e vários outros.
Em 1996, o Bugre retornou à elite do futebol mineiro, depois de uma década longe dessa. Após um primeiro turno complicado, o Guarani reagiu e fez uma campanha expressiva na Segunda Fase, terminando na quarta posição. Com isso, terminou a disputa na 10º posição.

### Década de 2000
A década de 2000 foi muito positiva para o Bugre. Em 2000, o Guarani foi vice-campeão mineiro do Módulo II, retornando a elite do campeonato mineiro.
Em 2001, após péssima campanha no estadual, conseguindo apenas uma vitória, o Guarani foi rebaixado novamente ao Módulo II.
Em 2002, o Guarani mostrou que merece um lugar na elite do futebol mineiro e foi campeão do Módulo II.
O Guarani disputou a divisão principal do futebol mineiro durante 7 temporadas consecutivas, de 2003 a 2009. Sua melhor campanha foi no campeonato de 2008, quando terminou em 5º lugar, vencendo o  Atlético-MG no Independência por 3X2 e com o artilheiro da competição, o atacante Jajá com sete gols. Porém, em 2009 a equipe alvirrubra não conseguiu repetir a boa campanha do ano anterior e foi rebaixado ao Módulo II.
Em 2009 uma grave crise financeira e administrativa se abateu sobre o Bugre, que parecia abandonado. Porém, no final de 2009, uma união entre diversos nomes influentes de Divinópolis, resolveram dar o primeiro passo para a reestruturação do Guarani.

### Década de 2010
Em 2010, o clube passou por uma reestruturação administrativa, quando tomaram posse o presidente Edilson de Oliveira, o vice Nivaldo Araújo, o gerente Renato Montak, e um corpo gestor de 10 membros. Nesse mesmo ano, o Guarani disputou o Módulo II do Campeonato Mineiro, consagrando-se campeão, ao vencer o Mamoré na grande final e conquistando o acesso ao Módulo I para o ano de 2011.
Em 2011, o Guarani disputou novamente a primeira divisão do Campeonato Mineiro, terminando a competição na 8ª colocação. O Bugre teve um início de competição avassalador, levando seu nome a muitas manchetes em Minas Gerais e em todo o Brasil. Porém não conseguiu manter a regularidade e brigou contra o rebaixamento no fim do campeonato. O jovem Luiz Fernando foi o destaque do Bugre, conquistando o prêmio de melhor jogador da posição Seleção Campeonato Mineiro 2011. No segundo semestre, o Guarani participou pela primeira vez da Taça Minas Gerais, sendo eliminado na semifinal pelo Boa Esporte, quarta força do futebol mineiro na época.
Em 2012, o Guarani terminou o Campeonato Mineiro na sexta posição, conseguindo uma vaga à Série D do Campeonato Brasileiro. O presidente Edilson de Oliveira chegou a anunciar a desistência da competição, alegando problemas financeiros. Mas depois de reunião da CBF com os clubes, a entidade ficou responsável pelos gastos com o transporte das equipes, o que fez com que o presidente voltasse atrás à sua decisão. O Guarani ficou em quinto e último lugar do grupo A6, marcando no total 6 pontos, dos quais cinco foram fora de suas dependências. O Grupo foi formado por Friburguense-RJ, Nacional-MG, Aracruz-ES e Volta Redonda-RJ, além do Bugre. Ficando na 33º posição geral entre 40 equipes.
Em 2013, o Bugre terminou o Campeonato Mineiro na sétima colocação. O time venceu as partidas contra os times do América-TO, Nacional, Araxá e Boa Esporte. Além de empatar com Caldense e Cruzeiro, sendo a única equipe a conseguir pontuar contra a Raposa na Primeira Fase. O Guarani teve seu mando de campo em Nova Serrana, na Arena do Calçado com capacidade para 10.000 espectadores. Os maiores público e renda ocorreram contra o Cruzeiro, onde o público foi de 10.000, gerando uma renda de R$ 303.250,00. O Guarani recebeu o convite para disputar a Série D de 2013, devido a desistência das equipes da Tombense e da Caldense. Mas devido ao custo que estava fora da realidade e política pés no chão da diretoria do Bugre, a oferta foi recusada, por fim a vaga ficou com o Araxá, lanterna da competição. No dia 14 de maio de 2013 foi eleita uma nova diretoria para o Guarani, o ex-presidente Edílson de Oliveira renunciou ao cargo, e o vice, Gilson Morais assumiu a presidência bugrina até o fim do mandato em Junho de 2014.
Em 2014 o Guarani celebrou a volta do mando de campo em Divinópolis, sob comando do técnico Leston Júnior, em treinamento desde setembro de 2013, e após uma pré-temporada em Sorocaba. Dentre os jogadores contratados pode-se destacar o goleiro George, os zagueiros Marx Ferraz e Cris os meias Michel Elói, Tiago Carpini e Michel Cury e os atacantes Tito e Tiago Pereira. O uniforme voltou a apresentar o escudo no lado esquerdo do peito com tradicionais camisas de jogo vermelha e branca. Na estreia em casa, o Bugre empatou em 0x0 com a Caldense, marcando o reencontro com a torcida. O time venceu as partidas contra os times do Minas, Boa Esporte e Tupi. Além de empatar com Caldense e Tombense. O clube terminou o Campeonato Mineiro na 10ª colocação, se livrando do rebaixamento na última rodada com uma vitória heróica por 2 a 1 contra o Tupi em Juiz de Fora.
Durante o campeonato, técnico e diretoria reclamaram bastante da arbitragem que teria prejudicado o Bugre em alguns jogos, principalmente contra América e Tombense. O presidente Gilson Morais chegou a viajar até a sede da Federação Mineira de Futebol para protocolar uma reclamação junto à entidade. Em um concurso de musas, a divinopolitana Renata Martins representante bugrina venceu como Musa do Mineiro 2014. Em junho, o presidente Gilson Antônio Morais foi reeleito para comandar a equipe até 2016, entre suas realizações, destaca-se as Certidões Negativa de Débitos Federais e Previdenciárias, que permite o direito de solicitar e receber verbas federais, como por exemplo emendas orçamentárias.
O Guarani em parceria com a Liga Central Fut-7 ainda foi vice-campeão do primeiro Campeonato Mineiro de Futebol de 7. Por fim, em outubro foi anunciado o técnico para o comando do Bugre em 2015, trata-se de Gian Rodrigues, que já havia comandado o Guarani em 2012.
Em 2015, apesar das mudanças, o Bugre sofreu mais uma temporada pouco competitivo, tendo brigado para contra o rebaixamento no Campeonato Mineiro, só escapando da queda nas últimas rodadas.
Em 2016, problemas financeiros, além de clima político bastante tumultuado, impactou na campanha do Guarani no Campeonato Mineiro, o que resultou no rebaixamento para o Módulo II de 2017, terminando o estadual na penúltima colocação na tabela.
Em 2018 o Guarani se sagrou campeão do Campeonato Mineiro Módulo II ao empatar com o Tupynambás, garantindo o retorno à primeira divisão em 2019.
A temporada de 2019, contudo, marcou o início da decadência do Guarani, pois no estadual, a campanha foi uma decepção, sofrendo muitas goleadas e com muitas trocas de treinador. Desta forma, o rebaixamento para o Módulo II foi inevitável, terminando em penúltimo na tabela.

### Década de 2020
Em 2021, o Guarani disputou novamente o Módulo II do Campeonato Mineiro, terminando longe da zona de rebaixamento, porém, o Bugre acabou rebaixado para a terceira divisão estadual pelo TJD, pois o clube acabou inscrevendo mais jogadores do que o permitido pelo regulamento.
O rebaixamento, obviamente gerou prejuízos ao Guarani, que além de ter suas receitas reduzidas, aumentou ainda mais as dívidas que o clube vinha sofrendo há anos. Desta forma, a diretoria bugrina decidiu fechar o departamento de futebol do clube, e assim, o Bugre não disputou a terceira divisão em 2022.

## Estádio
O Estádio Waldemar Teixeira de Faria, conhecido como Farião, é um estádio de futebol localizado na cidade de Divinópolis, no estado de Minas Gerais, pertence ao Guarani Esporte Clube e tem capacidade para 4.181 pessoas. No dia 27 de janeiro de 2012 foi apresentado um projeto de ampliação e modernização do Farião, que passaria a pertencer a prefeitura municipal de Divinópolis. Com a reforma, o Farião passaria a ter uma capacidade para 9.600 torcedores, todos sentados. O projeto de reforma nunca saiu do papel e em 2013 o Guarani mandou seus jogos em Nova Serrana, na Arena do Calçado com capacidade para 10.000 espectadores.
Em 2014, a diretoria bugrina, em parceria com seus sócios torcedores, conseguiu a liberação do Farião para seu mando de campo durante o Campeonato Mineiro. O laudo que permitiu a liberação dos jogos foi conseguido após uma reforma com o objetivo de melhorar a acessibilidade e segurança dos torcedores. Foi instalado um para-raios, realizada a cobertura de fiação exposta, correção de infiltrações e ajustes sanitários, abertura de portões dos dois lados do campo para ambulâncias, acesso radial nas arquibancadas para não gerar tumulto, corrimão central, adaptações para deficientes, bilheteria, banheiro acessíveis e pintura dos números dos assentos nas arquibancadas, toda a reforma foi custeada com dinheiro do clube.
O Guarani retornou seu mando de campo para o Farião e a partida que marcou o reencontro da equipe bugrina com sua apaixonada torcida foi disputada contra a equipe da Caldense. O resultado foi um empate em 0 a 0, que teve um público total foi de 1233 torcedores. Contra o Atlético o estádio foi liberado para receber 4.100 torcedores, embora o público nessa partida tenha sido de apenas 1.600 torcedores, talvez em decorrência aos altos valores cobrados pela entrada.

## Estatísticas

### Participações
|  | Participações em 2025 |

| Competição   | Competição         | Temporadas | Melhor campanha             | Estreia | Última | P | R |
| Minas Gerais | Campeonato Mineiro | 36         | Vice-campeão (1961)         | 1958    | 2019   |   | 6 |
| Minas Gerais | Módulo II          | 17         | Campeão (2002, 2010 e 2018) | 1966    | 2025   | 5 | 1 |
| Minas Gerais | Segunda Divisão    | 3          | Campeão (1994 e 2024)       | 1994    | 2024   | 1 |   |
| Brasil       | Série C            | 1          | 4º colocado (1981)          | 1981    | 1981   | – | – |
| Brasil       | Série D            | 1          | 33º colocado (2012)         | 2012    | 2012   | – |   |

### Últimas temporadas
Legenda:
| Campeão Classificado à Série D Rebaixado ao Módulo II do Campeonato Mineiro |

## Jogadores Conhecidos
- Hgamenon
- Guilherme Teixeira (Teixeira)

## Conquistas
| ESTADUAIS | ESTADUAIS                            | ESTADUAIS | ESTADUAIS         |
|           | Competição                           | Títulos   | Temporadas        |
| --------- | ------------------------------------ | --------- | ----------------- |
|           | Campeonato Mineiro - Módulo II       | 3         | 2002, 2010 e 2018 |
|           | Campeonato Mineiro - Segunda Divisão | 2         | 1994 e 2024       |
|           | Torneio Início                       | 1         | 1964              |

#### Campanhas de destaque
- 4º Lugar Taça de Bronze (Série C): 1981
- 1 Vice-Campeonato Mineiro Módulo II: 2000

### Outras Conquistas
Categorias de base
- Campeonato Juniores de Divinópolis: 26 vezes.
- Campeão Copa Super Craque Sub-17: 2015

### Uniformes

#### 2010
| Titular | Alternativo |  |

#### 2011
| Titular | Alternativo |  |

#### 2012
| Titular | Alternativo |  | Alternativo |  |

#### 2013
| Titular | Alternativo |  |

#### 2014
| Titular | Alternativo |  |

#### 2015
| Titular | Alternativo |  |

### Hino
Pinta em cores de vermelho e branco

A bandeira do Tamanduá

Bolas de ouro na grama

Ao comando alvirrubro do meu Guará

E lá se vão nossos herois

Buscar vitórias para servir

Meu sentimento, meu alimento

Coração de Guarani.

Pelo prazer de te querer

O teu nome é imortal.

Itamar de Oliveira, 1996